# Klaus Meineke
Klaus Meineke (* 1. Februar 1950 in Griedel) ist ein ehemaliger deutscher Handballspieler und -trainer.

## Werdegang
1972 wechselte Meineke von Griedel zum TSV Butzbach. Später spielte er für den TV Hüttenberg, stand 1977 mit der Mannschaft im Endspiel des DHB-Pokals, das man gegen den VfL Gummersbach verlor. Im Jahr 1978 gab es im selben Wettbewerb wieder diese Begegnung im Endspiel, Meineke und die Hüttenberger unterlagen erneut. Bis Frühjahr 1982 war er Spielertrainer des TV Hüttenberg in der Bundesliga. Anschließend ging er nach Rom und war dort als Lehrer an der deutschen Schule tätig.